# Cănești
Cănești è un comune della Romania di 975 abitanti, ubicato nel distretto di Buzău, nella regione storica della Muntenia.
Il comune è formato dall'unione di 6 villaggi: Cănești, Gonțești, Negoșina, Păcuri, Șuchea, Valea Verzei.